# Andrzej Kudłaszyk
Andrzej Kudłaszyk (zm. w lipcu 2020) – polski prawnik, dr hab.

## Życiorys
Obronił pracę doktorską, następnie uzyskał stopień doktora habilitowanego. Został zatrudniony na stanowisku profesora w Instytucie Organizacji i Zarządzania na Wydziale Informatyki i Zarządzania Politechniki Wrocławskiej, oraz w Instytucie Dowodzenia w Wyższej Szkole Oficerskiej Wojsk Lądowych im. Generała Tadeusza Kościuszki we Wrocławiu.
Był profesorem nadzwyczajnym w Wyższej Szkole Technicznej i Ekonomicznej w Świdnicy, Międzynarodowej Wyższej Szkole Logistyki i Transportu we Wrocławiu, a także na Wydziale Zamiejscowym AHE w Świdnicy Akademii Humanistycznej i Ekonomicznej w Łodzi. Do 1979 sędzia Sądu Śląskiego Okręgu Wojskowego we Wrocławiu. W 1996 odznaczony Złotym Krzyżem Zasługi.
Zmarł w lipcu 2020.